# Ріпки (блокпост)
Ріпки — пасажирський зупинний пункт (блокпост) Сумської дирекції Південної залізниці Сумського напрямку на лінії Кириківка — Люботин між зупинними пунктами Буклевське та 198 км. Розташований поблизу села Ріпки Богодухівського району. 
На платформі зупиняються лише приміські поїзди.
Відстань до станції Харків-Пасажирський — 49 км .